# Aviator
Pour les articles homonymes, voir The Aviator et L'Aviateur (homonymie).
Pour plus de détails, voir Fiche technique et Distribution.
Aviator (The Aviator), ou L’Aviateur au Québec et au Nouveau-Brunswick, est un film américano-allemand réalisé par Martin Scorsese, sorti en 2004 (le 26 janvier 2005 en France). Il s'agit d'un film biographique sur Howard Hughes, du tournage Les Anges de l'enfer à la fin des années 1920 jusqu'au vol de son avion fétiche (un des plus gros au monde), le « Spruce Goose », en 1947. Le scénario est en partie basé sur une biographie écrite par Charles Higham.
À sa sortie le film est globalement apprécié par la critique presse et obtient de bons résultats au box-office. Il reçoit de nombreuses distinctions dont 11 nominations aux Oscars 2005 pour cinq récompenses obtenues (meilleure actrice dans un second rôle, meilleure photographie, meilleurs décors, meilleurs costumes et meilleur montage).

## Synopsis
Howard Hughes est un richissime homme d'affaires, passionné par les avions et le cinéma. À la fin des années 1920, il produit et réalise le film Les Anges de l'enfer, dans lequel il investit des sommes colossales, qui sort en 1930. Il devient rapidement une célébrité et entretient des relations tumultueuses avec les stars de cinéma de l'époque comme Katharine Hepburn et Ava Gardner. Il engage également un bras de fer avec la compagnie aérienne Pan Am, pour permettre à sa compagnie, la TWA, de couvrir les lignes à l'international. Mais dans l'intimité, Howard Hughes souffre de multiples troubles obsessionnels compulsifs qui évoluent rapidement et le rongeront jusqu'à la fin de ses jours.

## Fiche technique
- Titre original : The Aviator
- Titre français : Aviator
- Titre québécois : L’Aviateur
- Réalisation : Martin Scorsese
- Scénario : John Logan, d'après L'aviateur : La vraie vie de Howard Hughes de Charles Higham
- Musique : Howard Shore, Drew Neumaan, Jerry Goldsmith et Nick Glennie-Smith
- Direction artistique : Robert Guerra, Claude Paré, Luca Tranchino
- Décors : Dante Ferretti, Francesca LoSchiavo
- Costumes : Sandy Powell
- Photo : Robert Richardson
- Montage : Thelma Schoonmaker
- Production : Chris Brigham, Graham King, Michael Mann, Leonardo DiCaprio, Charles Evans Jr., Sandy Climan
- Producteurs délégués : Martin Scorsese, Rick Schwartz, Harvey Weinstein, Bob Weinstein, Rick Yorn, Volker Schauz, Aslan Nadery, Chris Brigham
- Sociétés de production : Forward Pass, Appian Way[1], Initial Entertainment Group, Warner Bros. Pictures, Miramax Films
- Distribution : Miramax Films (États-Unis), TFM Distribution (France), Ascot Elite (Suisse romande[2])
- Budget : 110 millions dollars
- Pays de production :  États-Unis,  Allemagne
- Langue originale : anglais
- Format : 2.35 : 1 • 35 mm • Couleur
- Genre : Drame biographique
- Durée : 170 minutes / 171 minutes (version non censurée)
- Dates de sortie[3] :
  - États-Unis : 14 décembre 2004 (avant-première à  New York) ; 17 décembre 2004 (sortie limitée : New York, Los Angeles et San Francisco) ; 25 décembre 2004 (nationale)
  - Québec : 25 décembre 2004
  - France : 26 janvier 2005

## Distribution
- Leonardo DiCaprio (VF : Damien Witecka ; VQ : Joël Legendre) : Howard Hughes
- Cate Blanchett (VF : Isabelle Gardien ; VQ : Nathalie Coupal) : Katharine Hepburn
- Kate Beckinsale (VF : Sophie Mayer ; VQ : Camille Cyr-Desmarais) : Ava Gardner
- Adam Scott (VF : Olivier Brun ; VQ : Jean-François Beaupré) : Johnny Meyer
- Kelli Garner (VF : Anna Sigalevitch) : Faith Domergue
- Alec Baldwin (VF : Bernard Lanneau ; VQ : Pierre Auger) : Juan Trippe
- Ian Holm (VF : Jean Lescot ; VQ : Vincent Davy) : Professeur Fitz
- Jude Law (VF : Dimitri Rataud ; VQ : Martin Watier) : Errol Flynn
- Danny Huston (VF : Loïc Houdré ; VQ : Jacques Lavallée) : Jack Frye
- John C. Reilly (VF : Bruno Abraham-Kremer ; VQ : Luis de Cespedes) : Noah Dietrich
- Gwen Stefani : Jean Harlow
- Alan Alda (VF : Georges Claisse ; VQ : Mario Desmarais) : Sénateur Ralph Owen Brewster
- Matt Ross (VF : Arnaud Bedouët) : Glenn Odekirk
- Frances Conroy (VF : Nita Klein) : Katharine Martha Houghton Hepburn
- Brent Spiner (VF : Daniel Kenigsberg ; VQ : Yves Massicotte) : Robert Gross
- Stanley DeSantis (VF : Luc-Antoine Diquéro) : Louis B. Mayer
- Edward Herrmann (VQ : Marc Bellier) : Joseph I. Breen
- Willem Dafoe (VF : François Siener ; VQ : Jean-Marie Moncelet) : Roland Sweet
- Kenneth Welsh (VF : Michel Voletti ; VQ : Guy Nadon) : Dr. Thomas Norval Hepburn
- Arthur Holden (VF : Vincent Nemeth) : l'annonceur radio
- J.C. MacKenzie (VF : Thibault de Montalembert) : Ludlow
- Jacob Davich (VF : Victor Garreau) : le jeune Howard Hughes
- Rufus Wainwright : un chanteur au Cocoanut Grove
- Martha Wainwright : une chanteuse du Cocoanut Grove
- Loudon Wainwright III : un chanteur au Cocoanut Grove
- Harry Standjofski : un copain de Louis B. Mayer
- Josie Maran : Thelma la "Cigarette Girl"
- Stéphane Demers : un maître d'hôtel
- Yves Jacques : un serveur
- Martin Scorsese : le projectionniste (voix[4])

Sources et légende : version française (VF) sur Voxofilm. Version québécoise (VQ) sur Doublage Québec

## Production

### Développement
À l'origine, Michael Mann devait mettre en scène le film mais, ayant déjà réalisé deux films biographiques (Révélations sur Jeffrey Wigand, et Ali sur Mohamed Ali), il décide de confier le film à Martin Scorsese et d'officier seulement comme producteur.
Alors que le projet Aviator se concrétisait, d'autres réalisateurs, comme William Friedkin et Christopher Nolan, ont émis le souhait de faire un film biographique sur Howard Hughes. Au début des années 2000, Christopher Nolan a ainsi développé le projet Mr. Hughes, d'après la biographie Citizen Hughes écrite par Michael Drosnin, avec Jim Carrey dans le rôle principal.

### Attribution des rôles
Ce film est la seconde collaboration entre Leonardo DiCaprio et Martin Scorsese, après Gangs of New York. Quant à Willem Dafoe, qui tient le rôle d'un journaliste, il avait également incarné Jésus dans le controversé La Dernière Tentation du Christ, réalisé par Martin Scorsese en 1988.
Nicole Kidman devait un temps incarner Katharine Hepburn mais dut refuser en raison du tournage d'Et l'homme créa la femme. Gwyneth Paltrow devait quant à elle incarner l'actrice Ava Gardner mais fut remplacée par Kate Beckinsale. Barry Pepper devait tenir le rôle de l'ingénieur Glenn Odekirk, mais il dut renoncer en raison de son engagement sur Ripley Under Ground de Roger Spottiswoode.
Dans la scène au Cocoanut Grove, on peut apercevoir le chanteur folk canadien Loudon Wainwright III, ainsi que son fils Rufus et sa fille Martha, également artistes. À noter également la présence de Gwen Stefani, qui est la chanteuse du groupe No Doubt.
Dans le film, on retrouve de grandes stars hollywoodienne de l'époque : Katharine Hepburn (jouée par Cate Blanchett), Ava Gardner (Kate Beckinsale), Errol Flynn (Jude Law) et Jean Harlow (Gwen Stefani).

### Tournage
Ce film est l'occasion pour Martin Scorsese de retrouver des collaborateurs de longue date : le directeur de la photographie Robert Richardson qui avait opéré sur Casino et À tombeau ouvert, récompensé sur ce film par un Oscar. Il retrouve Thelma Schoonmaker, sa monteuse attitrée depuis Raging Bull (1980), ainsi que le chef-décorateur Dante Ferretti, avec qui il a collaboré sur tous ses films depuis Le Temps de l'innocence.
Le tournage se déroule principalement en Californie (San Diego, Santa Clarita, Long Beach, San Bernardino International Airport, Ventura), plus particulièrement à Los Angeles (Hollywood, Downtown, Los Angeles Center Studios...). Les séquences au manoir Hepburn ont été tournées à Longueuil au Québec. D'autres scènes ont également lieu à Montréal.
Pour la séquence de l'avant-première de Les Anges de l'enfer, l'entrée du Grauman's Chinese Theatre a été reconstruite en studio, alors que les intérieurs sont réellement ceux de la célèbre salle de cinéma sur Hollywood Boulevard.
Le plateau de tournage a été en partie ravagé par les incendies qui ont sévi en Californie en octobre 2003. La Warner Bros. et Miramax Films avaient donc dû suspendre plusieurs tournages.

### Effets visuels
Aviator possède un effet visuel très particulier. En effet, le film reprend un effet proche du Technicolor bichrome des années 1920. Les couleurs dominantes sont le rouge et le vert. Cet effet a été possible grâce à des filtres numériques. La costumière Sandy Powell précise que cela lui a rendu impossible l'utilisation du bleu pour les costumes. Dans la deuxième partie du film, l'image se rapproche davantage du Technicolor trichrome, utilisé dans les années 1930. On le remarque notamment dans une scène où Ava Gardner porte une robe rouge vif et turquoise.
Martin Scorsese a subtilement mélangé des plans de reportage en noir et blanc de la première du film Les Anges de l'enfer (1930) avec des plans de la première mise en scène en 2003 avec les acteurs de son film. La colorisation du noir et blanc a été conçue pour un rendu normal trichrome, puis l'ensemble, montage des images anciennes et de celles tournées pour le film, corrigé pour correspondre à un rendu technicolor bichrome, en rapport avec la technologie de l'époque. Scorsese a aussi utilisé des images colorisées de Jane Russell provenant du film en noir et blanc Le Banni (The Outlaw, Howard Hughes, 1943), ainsi que des scènes de combat aérien du film Les Anges de l'enfer.

## Musique
Albums de Howard Shore
Le Retour du roi
(2003) A History of Violence
(2005)
La bande originale a été composée par Howard Shore, qui avait déjà collaboré sur le film précédent de Scorsese, Gangs of New York, et enregistrée par le Brussels Philharmonic. Ils se retrouveront ensuite pour Les Infiltrés (2006) et Hugo Cabret (2011).
Howard Shore remporte avec ce film le Golden Globe de la meilleure musique de film en 2005, un an après l'avoir reçu pour Le Seigneur des anneaux : Le Retour du roi. La B.O. est également nommée au Grammy Award du meilleur album composé pour la télévision, le cinéma ou un autre média.
Court passage également du célèbre Variety Stomp de Fletcher Henderson.
Liste des titres
1. Icarus – 3:58
2. There Is No Great Genius Without Some Form of Madness – 2:50
3. Muirfield – 2:22
4. H-1 Racer Plane – 3:20
5. Quarantine – 3:52
6. Hollywood 1927 – 2:59
7. The Mighty Hercules – 3:32
8. Howard Robard Hughes, Jr. – 3:57
9. America's Aviation Hero – 2:05
10. 7000 Romaine – 2:22
11. The Germ Free Zone – 2:49
12. Screening Room – 5:27
13. Long Beach Harbour 1947 – 3:49
14. The Way of the Future – 4:01

## Accueil

### Box-office
| Pays ou région | Box-office          | Date d'arrêt du box-office | Nombre de semaines |
| -------------- | ------------------- | -------------------------- | ------------------ |
| Mondial        | 213 741 459 dollars | -                          | -                  |
| États-Unis     | 102 610 330 dollars | 2 juin 2005                | 24                 |
| France         | 1 783 958 entrées   | -                          | 17                 |

Aviator est le premier film de Martin Scorsese à dépasser les 100 millions de dollars de recettes aux États-Unis.

## Distinctions principales

### Récompenses
Sources et détails :

#### BAFTA Awards 2005
- meilleur film
- meilleure actrice dans un second rôle pour Cate Blanchett
- meilleurs maquillages et coiffures
- meilleure direction artistique

#### Oscars 2005
- meilleurs décors pour Dante Ferretti et Francesca LoSchiavo
- meilleurs costumes pour Sandy Powell
- meilleure actrice dans un second rôle pour Cate Blanchett
- meilleur montage pour Thelma Schoonmaker
- meilleure photographie pour Robert Richardson

#### Golden Globes 2005
- meilleur film dramatique
- meilleur acteur dans un film dramatique pour Leonardo DiCaprio
- meilleure musique pour Howard Shore

#### Autres
- AFI Awards 2005 : film de l'année
- Satellite Awards 2005 : meilleurs effets visuels (ex æquo avec Le Secret des poignards volants)
- Screen Actors Guild Awards 2005 : meilleure actrice dans un second rôle pour Cate Blanchett

### Nominations

#### Oscars 2005
- meilleur réalisateur pour Martin Scorsese
- meilleur mixage de son
- meilleur film
- meilleur acteur pour Leonardo DiCaprio
- meilleur acteur dans un second rôle pour Alan Alda
- meilleur scénario original pour John Logan

#### Golden Globes 2005
- meilleur réalisateur pour Martin Scorsese
- meilleure actrice dans un second rôle pour Cate Blanchett
- meilleur scénario pour John Logan

#### BAFTA Awards 2005
- meilleure musique pour Howard Shore
- meilleurs effets visuels
- meilleure photographie pour Robert Richardson
- meilleurs costumes pour Sandy Powell
- meilleur montage pour Thelma Schoonmaker
- meilleur acteur pour Leonardo DiCaprio
- meilleur acteur dans un second rôle pour Alan Alda
- meilleur scénario original pour John Logan
- meilleur son
- meilleur réalisateur pour Martin Scorsese

#### Autres
- Saturn Awards 2005 : meilleur film d'action, d'aventures ou thriller
- Empire Awards 2005 : meilleure actrice pour Cate Blanchett
- Screen Actors Guild Awards 2005 : meilleur acteur dans un premier rôle pour Leonardo DiCaprio, meilleure distribution pour l'ensemble des acteurs et actrices du film